# (8614) 1978 VP11
1978 في بي 11 (ويعرف أيضًا باسم (8614) 1978 في بي 11 وفق تسمية الكوكب الصغير) (بالإنجليزية: 1978 VP11)‏ هو كويكب ضمن حزام الكويكبات؛ وترتيبه 8614 من حيث الاكتشاف.
اكتُشف هذا الجُرم الفلكي بواسطة شيلت جون بوبي في 7 نوفمبر 1978.

## وصلات خارجية
- (8614) 1978 VP11 في قاعدة بيانات مختبر الدفع النفاث لأجرام النظام الشمسي الصغيرة

- الاكتشاف · مخطط المدار ·  العناصر المدارية · المعلمات المادية

- (8614) 1978 VP11 على موقع ويكي سكاي: DSS2, SDSS, GALEX, IRAS, Hydrogen α, X-Ray, Astrophoto, Sky Map, Articles and images